# Brug van Ambroix

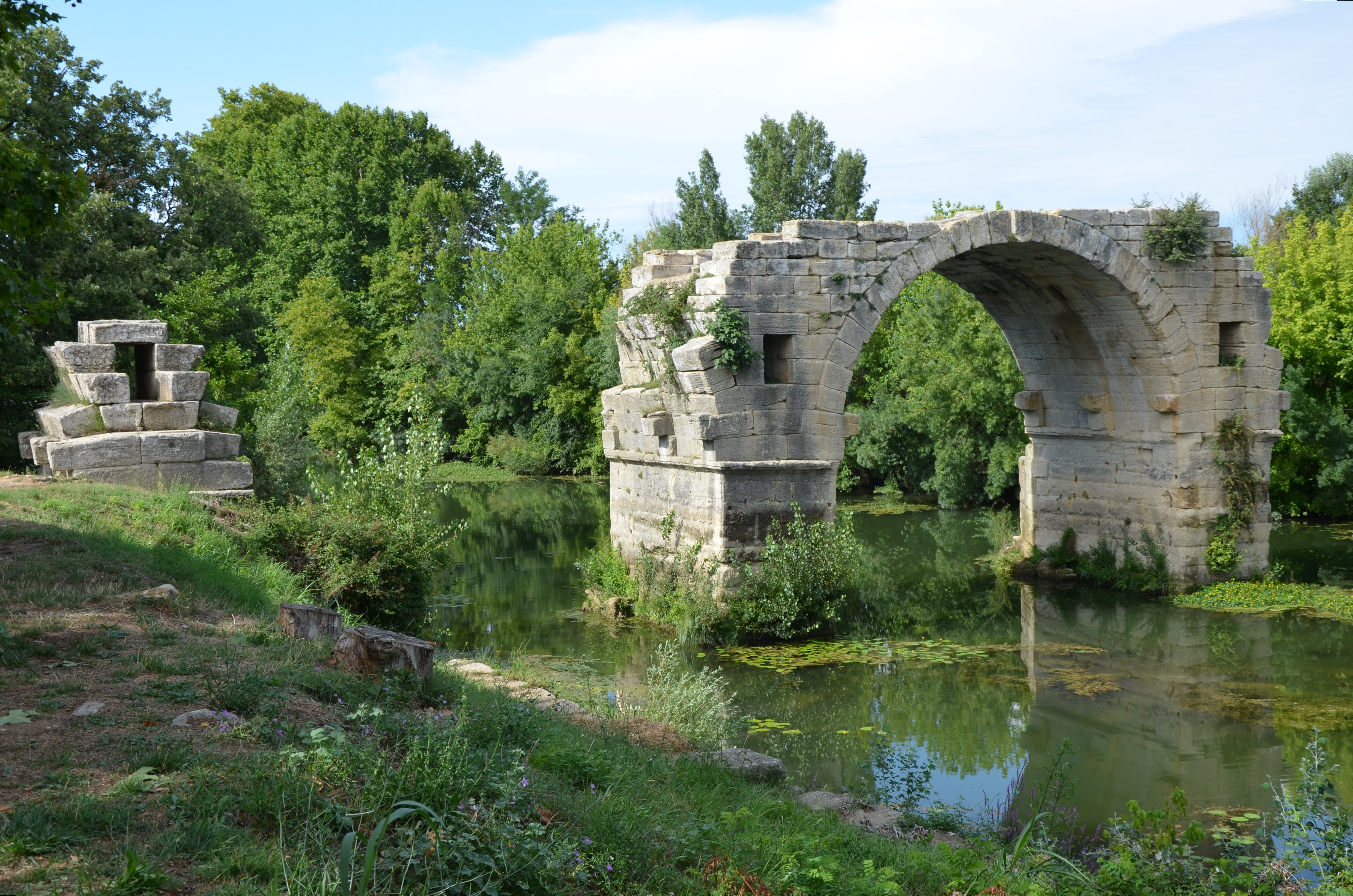
Pont d'Ambroix

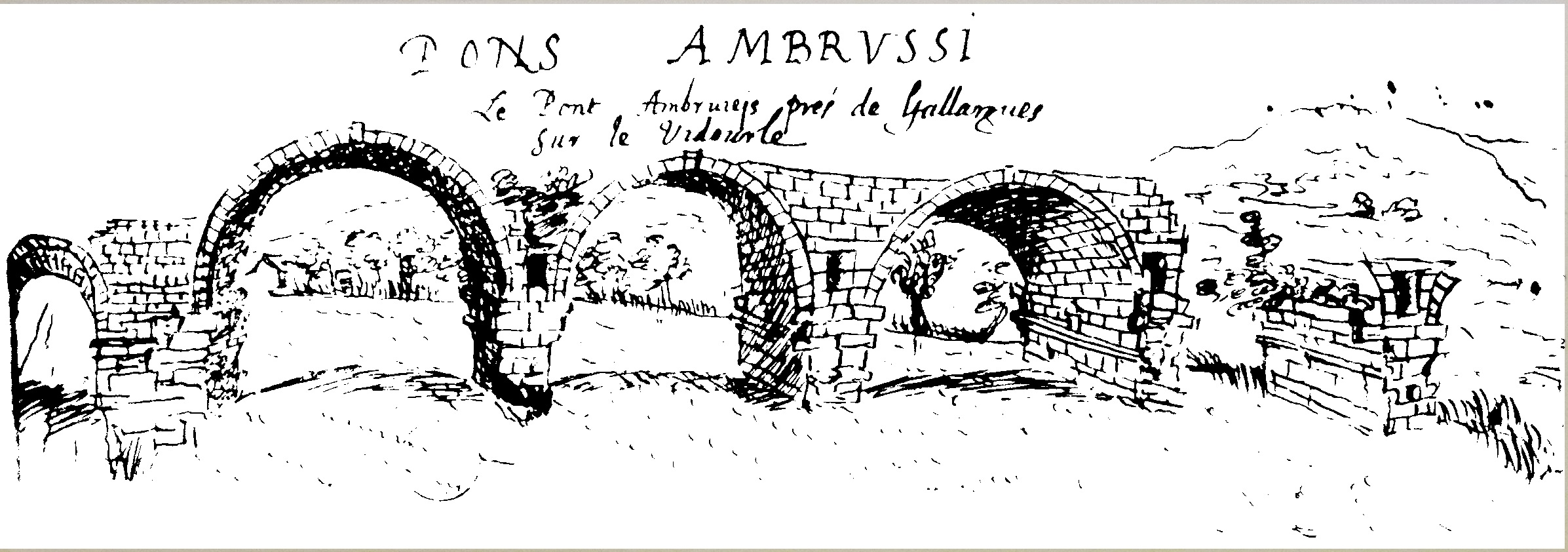
Schets van een reiziger in de 17e eeuw

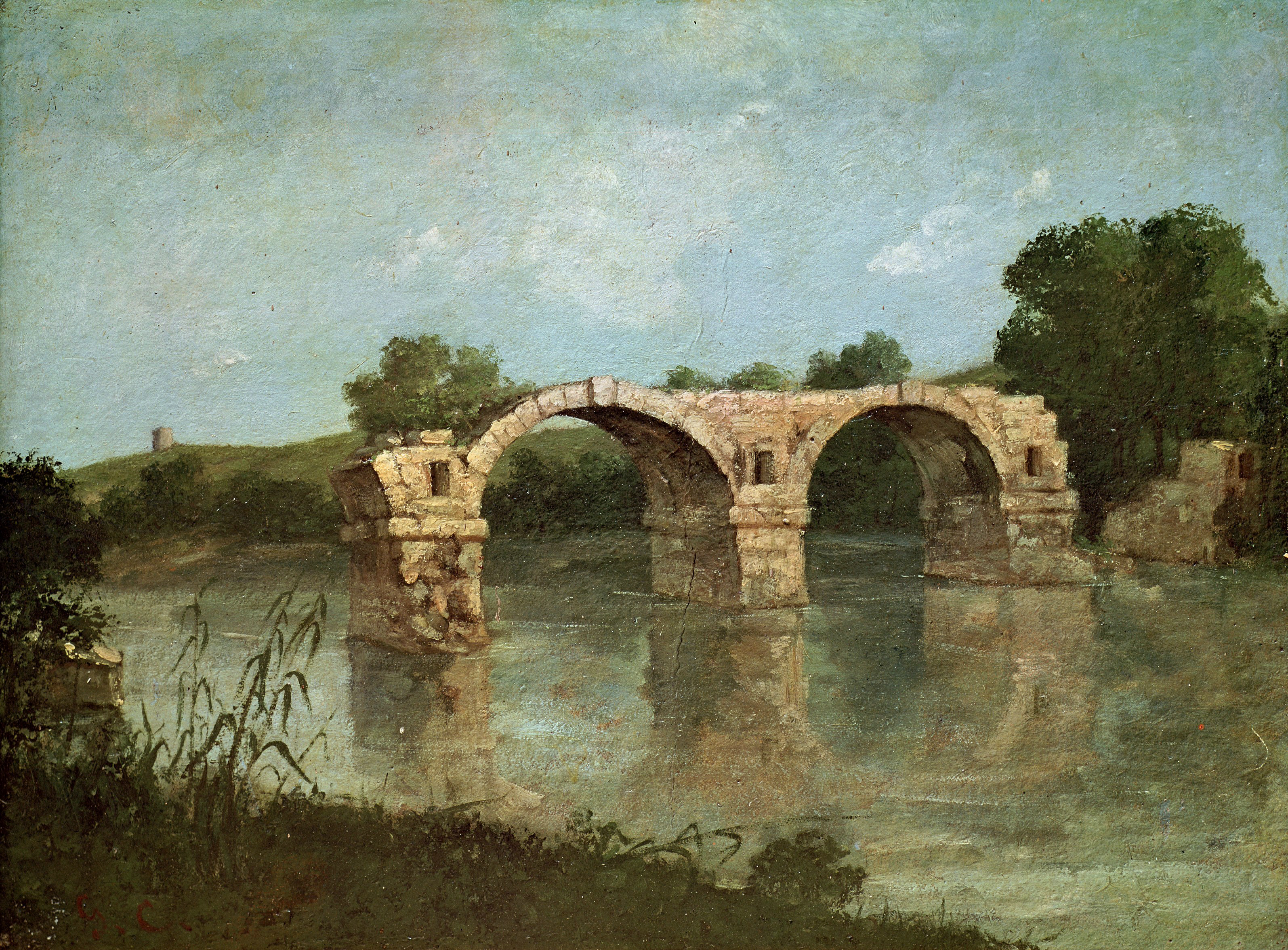
Schilderij van Gustave Courbet (19e eeuw)

De Brug van Ambroix, in het Frans Pont d’Ambroix en het Latijn Pons Ambrussi (1e eeuw), is een bouwwerk uit de Romeinse tijd. De brug staat zowel in het Franse departement Gard als Hérault. De brug overspande destijds de kleine rivier Vidourle. Deze rivier vormt de grens tussen de gemeenten Villetelle (Hérault) op de rechteroever en Gallargues-le-Montueux (Gard) op de linkeroever.
De naam Ambroix/Ambrussum komt van het dichtbij gelegen oppidum of fort Ambrussum op de rechteroever.

## Historiek
Het bouwwerk dateert van de 1e eeuw, in het tijdperk van de eerste Romeinse keizers. Over deze brug liep de Via Domitia, de grote verbindingsweg tussen Italië en Spanje in het Romeinse Rijk. Het fort Ambrussum, in de provincie Gallia Narbonensis, bevond zich met haar zuiderpoort aan de Via Domitia in de provincie Gallia Narbonensis. De brug was 180 m lang en telde oorspronkelijk elf bogen. Dit betekende dat zij een veel grotere afstand overspande dan alleen maar het riviertje.
Tot in de Middeleeuwen werd de brug gebruikt. De naam in zwang was Pont de la Monnaie (omwille van het tolgeld) of zelfs Pont Saint-Ambroix, een gekerstende naam van het fort Ambroix. Toen de brug van Lunel-Viel met tolgeld werd geopend, lieten lokale edellieden een deel van de brug van Ambroix afbreken. Dit deden ze om de reizigers om te leiden naar de nieuwe brug. 
Andere vernielingen gebeurden spontaan over de tijd. In de 18e eeuw schoten er nog vijf bogen van de brug over na een overstroming. 
De brug van Ambroix geniet een erkenning als monument historique sinds het jaar 1840. De brug telde in de 19e eeuw nog twee bogen van de oorspronkelijk elf. Er bestaat een schilderij van Gustave Courbet (19e eeuw) die de brug afbeeldt met twee bogen; het schilderij bevindt zich in het Musée Fabre van Montpellier.
Een kraan vernielde in 1933 de voorlaatste boog toen het puin wou scheppen in de rivier. Sindsdien zien bezoekers nog één boog staan. Dit was in de Romeinse tijd de vijfde boog of middelste boog.